# ファビオ・ヤスダ

ヤスダ

ファビオ・リョウジ・ヤスダ（Fábio Riodi Yassuda、安田良治、1922年8月30日 - 2011年6月29日）はブラジル・ピンダモニャンガーバ生まれの政治家、日系ブラジル人（二世）。
ブラジル連邦共和国の商工大臣 （現開発・商工貿易省大臣）に任命され、日系人として初めてブラジルの大臣に就任した。
2011年、サンパウロで死去。

## 略歴
1922年8月30日、サンパウロ州ピンダモニャンガーバ市に、鹿児島県出身の測量士である安田良一・シヅノ夫妻の6人の子の長男（姉2人、弟が3人いる）として生まれる。父の良一は笠戸丸以前の1906年にブラジルに渡った人物であり、ピンダモニャンガーバには同地の日本人移民から地図作成のために測量を依頼されて来訪し、同地にそのまま定住した。
ヤスダは少年時代から農業に親しみ、1939年にピラシカーバ市にあるサンパウロ大学（USP）ルイス・デ・ケイロス高等農学院（農業工学専攻）に入学した。その後、第二次世界大戦後の1948年にコチア産業組合（CAC、1994年に破産）に勤務し、1955年理事、1960年専務理事、1966年に中央会専務理事などを務めた。
日本人移民の設立によるコチア産業組合は当時、南米最大の農業協同組合であり、ブラジル農業界において圧倒的な存在感を示しており、その指導者であるヤスダはブラジル政界からも注目されていた。1960年代には、グアナバラ州のカルロス・ラセルダ知事は、ヤスダにグアナバラ州の経済局長に就任するよう求めた。ヤスダは、ラセルダがコチア産業組合の役職を円満に離任できるよう理事会を説得することを条件としたが、成功しなかった。サンパウロ市のジョゼ・ビセンテ・ファリア・リマ市長も、ヤスダの起用を試みたが、不発に終わった。
しかし、軍事政権下の1969年4月、ヤスダは、ブラジルの国家情報局（SNI）によって、サンパウロ市長パウロ・マルフの下で、市の配給局長に任命された。
さらに、10月に陸軍大将から第3代軍政大統領に就任したエミリオ・ガラスタス・メディシ大統領は、当初はヤスダを農業大臣として入閣させるつもりであったが、最終的に商業工業大臣に任命した。ヤスダは1969年10月30日から1970年2月23日までメディシ政権で商工大臣を務め、ブラジルで大臣に就任した初の日系人となった。
また、この年には、翌年に開催される1970年大阪万国博覧会のブラジル代表として、ブラジル館の建設状況の視察ため日本を訪問した。
しかし、ブラジル・コーヒー協会（IBC）の運営をめぐって、アントニオ・デルフィン・ネト財務大臣と衝突し、さらに、ヤスダの推す会長人事をメディシ大統領が拒否したため、ヤスダは商工相を辞任した。
大臣退任後は、日伯合同経済委員会など民間部門に専念し、ブラジルと日本の経済交流の促進に寄与した。
また、クルーザーを購入して、リオデジャネイロ州の景勝地であるパラチを母港にブラジル沿岸を航海するとともに、約10年間自宅としても使用した快男児としても有名である。
2011年6月29日、ヤスダは多臓器不全のため、サンパウロ大学医学部（FMUSP）附属病院心臓研究所（Incor）にて88歳で死去した。